# Bulbophyllum trachybracteum
Bulbophyllum trachybracteum là một loài phong lan thuộc chi Bulbophyllum.